# 海河教育园区站
海河教育园区站位于天津市津南区海河教育园区雅观路与同砚路十字路口附近，是建设中的天津地铁8号线的地下车站。
双港车辆段出入线自本站引出。

## 车站结构
海河教育园区站设四处出入口、三座风亭。
| 地面     | 出入口                     | A、C1、C2、D出入口                    |
| 地下一层 | 站厅                       | 客服中心、自动售票机、验票机          |
| 地下二层 | 轨道（北）                 | █ 8号线往渌水道（天津大学北洋园校区） |
| 地下二层 | 岛式站台，左边车门将会开启 |                                       |
| 地下二层 | 轨道（南）                 | █ 8号线往咸水沽西（南开大学津南校区） |

## 车站出口
海河教育园区站共设4个出口，各出口及周围设施如下所示：
|              |      |                        |                          |
| 出口编号     | 照片 | 地点                   | 可到达目的地             |
| 出口 · A     |      | 同砚路北侧、雅观路西侧 | 天津大学北洋园校区东南门 |
| 出口 · C · 1 |      | 同砚路南侧、雅观路西侧 | 天津大学北洋园校区       |
| 出口 · C · 2 |      | 同砚路南侧、雅观路东侧 | 天津大学北洋园校区       |
| 出口 · D     |      | 同砚路北侧、雅观路东侧 | 天津大学北洋园校区       |

## 换乘交通
| 公共汽车线路 \| 编号 \| 编号 \| 线路 \| 线路 \| 线路 \| 收费 \| 运营商 \| 备注 \| \| ---- \| ---- \| ---------------- \| ---- \| ---------------- \| ----- \| ---------- \| ---------- \| \| \| 216 \| 复兴门地铁站 \| ⇆ \| 大孙庄小学 \| 2–3元 \| 公交二公司 \| 上下车刷卡 \| \| \| 612 \| 南开大学 \| ⇆ \| 天南大新址公交站 \| 2–3元 \| 公交二公司 \| 上下车刷卡 \| \| \| 613 \| 胸科医院环湖医院 \| ⇆ \| 天南大新址公交站 \| 2元 \| 公交二公司 \| \| |      |                  |      |                  |       |            |            |
| 编号 | 编号 | 线路             | 线路 | 线路             | 收费  | 运营商     | 备注       |
| | 216  | 复兴门地铁站     | ⇆    | 大孙庄小学       | 2–3元 | 公交二公司 | 上下车刷卡 |
| | 612  | 南开大学         | ⇆    | 天南大新址公交站 | 2–3元 | 公交二公司 | 上下车刷卡 |
| | 613  | 胸科医院环湖医院 | ⇆    | 天南大新址公交站 | 2元   | 公交二公司 |            |

| 编号 | 编号 | 线路             | 线路 | 线路             | 收费  | 运营商     | 备注       |
| ---- | ---- | ---------------- | ---- | ---------------- | ----- | ---------- | ---------- |
|      | 216  | 复兴门地铁站     | ⇆    | 大孙庄小学       | 2–3元 | 公交二公司 | 上下车刷卡 |
|      | 612  | 南开大学         | ⇆    | 天南大新址公交站 | 2–3元 | 公交二公司 | 上下车刷卡 |
|      | 613  | 胸科医院环湖医院 | ⇆    | 天南大新址公交站 | 2元   | 公交二公司 |            |

## 车站历史
- 该站最初为天津轨道交通天津地铁6号线的车站[3]，命名为海河教育园站[4]。
- 在2016年公布的规划中，已经说明该段线路调整为天津地铁8号线。
- 在2019年1月7日天津轨道交通集团公布的《天津地铁6号线工程（梅林路站-咸水沽西站）环境影响报告书（征求意见稿）》中，该站被命名为海河教育园区站[5][6]，线路远期与天津地铁8号线贯通运营。
- 2019年3月25日，海河教育园区站至双港车辆段出入段线明挖段开始施工。
- 2020年5月16日，海河教育园区站至南开大学津南校区站盾构区间左线盾构始发，工程正式进入盾构施工阶段[7]。同年6月2日，海河教育园区站至南开大学津南校区站盾构区间右线盾构始发。
- 2020年7月6日，海河教育园区站主体结构封顶。同日，天津地铁6号线二期工程天津大学北洋园校区站至海河教育园区站右线盾构机完成接收，成为6号线二期工程首个单线贯通区间。
- 2020年8月2日，天津地铁6号线二期天津大学北洋园校区站至海河教育园区站左线盾构区间贯通，成为全线首个双线贯通的盾构区间。
- 2020年9月8日，天津地铁6号线二期海河教育园区站至南开大学津南校区站区间右线贯通，这是天津地铁6号线二期工程第七个贯通的隧道区间。
- 2020年9月9日，天津地铁6号线二期工程海河教育园车辆段正式开始铺轨施工，标志着6号线二期工程进入铺轨施工阶段。
- 2020年9月16日，天津地铁6号线二期出入段左线盾构顺利始发。
- 2020年10月13日，天津地铁6号线项目海河教育园区站至南开大学津南校区站区间左线贯通，这是天津地铁6号线二期工程第九个单线贯通的隧道区间，成为全线第四个双线贯通区间。
- 2020年12月3日，天津地铁6号线项目海河教育园出入段隧道区间右线贯通。
- 2020年12月29日，天津地铁6号线项目海河教育园出入段隧道区间左线贯通。